# Канды (Кыргызстан)
Канды (кирг. Канды) — село в Сузакском районе Джалал-Абадской области Кыргызстана. Входит в состав Барпынского айылного аймака.

## География
Село расположено в юго-восточной части области, на берегу Сузакского канала, на расстоянии приблизительно 10 километров (по прямой) к востоко-юго-востоку от села Сузак, административного центра района. Абсолютная высота — 748 метров над уровнем моря.

## Население
Согласно оценочным данным Национального статистического комитета Кыргызской Республики, численность населения села на начало 2023 года составляла 720 человек.
| год     | 2009 | 2014 | 2015 | 2020 | 2021 | 2023 |
| ------- | ---- | ---- | ---- | ---- | ---- | ---- |
| человек | 490  | 626  | 572  | 687  | 700  | 720  |